# 罗曼·米哈伊洛维奇 (切尔尼戈夫-布良斯克王公)
罗曼·米哈伊洛维奇（約1218年—1288年後），是一位罗斯貴族 (留里克王朝王室成员)。 他是切尔尼戈夫公国君主（1246/1247 - 1288 年后）以及布良斯克君主（1246 - 1288年后）。 罗曼·米哈伊洛维奇是米哈伊尔·弗谢沃洛多维奇的第二个儿子。